# Musée de l’École polytechnique
 (juin 2025).
Motif : Autosourçage. Notoriété non démontrée.
- Archive Wikiwix
- Bing
- Cairn
- DuckDuckGo
- E. Universalis
- Gallica
- Google
- G. Books
- G. News
- G. Scholar
- Persée
- Qwant
- (zh) Baidu
- (ru) Yandex
- (wd) trouver des œuvres sur Wikidata

| 1. | Préciser le motif de la pose du bandeau. | Précisez le motif de la pose du bandeau en utilisant la syntaxe suivante : {{admissibilité à vérifier\|date=juin 2025\|motif=remplacez ce texte par le motif}}                                      |
| 2. | Informer les utilisateurs concernés.     | Pensez à avertir le créateur de l'article, par exemple, en insérant le code ci-dessous sur sa page de discussion : {{subst:avertissement admissibilité à vérifier\|Musée de l’École polytechnique}} |

Le Musée de l’École Polytechnique ou Mus’X est le musée officiel de l’École polytechnique française, installé dans la bibliothèque centrale du Campus de l’Institut polytechnique de Paris. Il a ouvert ses portes en 2018 pour valoriser et préserver le riche patrimoine scientifique et historique de l’établissement,,.
Les collections du musée trouvent leur origine dès la création de l’école en 1794, lorsque furent constitués des « cabinets de curiosités » d’instruments de physique et autres objets pédagogiques.

## Expositions
- permanente : une exposition structurée autour de thèmes comme la mesure et les mathématiques, l’électricité et le magnétisme, l’optique, la chimie, la chaleur, l’hydrostatique, et le rôle des sciences dans la société. L’exposition interroge l’évolution des savoirs scientifiques[5].
- temporaires : un espace dédié aux expositions renouvelées chaque année, comme l’exposition phare « Sadi Carnot, la naissance d’un cycle », présentant les travaux sur la thermodynamique de cet ancien élève[6], ou encore l'exposition consacrée à Henri Poincaré en 2023[7].